# Política del borde del abismo
La política del borde del abismo o política de jugar con fuego, también conocida por el término inglés brinkmanship, es un tipo de política estratégica desarrollada durante la Guerra Fría. Brinkmanship (que en inglés significa "jugar con fuego" o "política al borde del abismo") se refiere a la amenaza estratégica de ir al extremo en la política o en el juego. El término deriva de la palabra inglesa "brink". Se refiere a la capacidad de llegar hasta la ultima ratio para conseguir que el adversario ceda, es decir, ir hasta el borde del abismo junto con el adversario para conseguir que éste ceda por miedo a caer juntos. Consiste, pues, en la práctica de intentar conseguir un resultado ventajoso llevando eventos peligrosos al borde del conflicto activo. 
La táctica se utiliza en política internacional, política exterior, relaciones laborales y en la estrategia militar contemporánea, por medio de amenazas de uso de armas nucleares o de litigios de alto vuelo. La maniobra de llevar al borde del abismo una situación con el adversario funciona cuando el adversario se ve forzado a retroceder y hacer concesiones. Esto puede lograrse por medio de maniobras diplomáticas, creando la impresión de que uno está dispuesto a utilizar métodos extremos antes que ceder.
El término se asocia principalmente con el Secretario de Estado estadounidense John Foster Dulles entre 1953 y 1956, durante la presidencia de Eisenhower. Dulles trató de desalentar una agresión por parte de la Unión Soviética advirtiendo que el coste de tal agresión podría ser una represalia masiva contra objetivos soviéticos. Eisenhower y Dulles querían detener la expansión del bloque comunista sin seguir involucrando a las tropas terrestres estadounidenses en guerras en Asia, ya que creían que esto sobrecargaría la economía de Estados Unidos al largo plazo. Por ello, se apoyaron en la amenaza de utilizar armas nucleares estratégicas para disuadir a los regímenes comunistas de nuevos planes expansionistas armados. La estrategia fracasó en gran medida en Asia, ya que la República Popular China y la Unión Soviética no se tomaron en serio las amenazas estadounidenses de arriesgar una guerra nuclear por un país asiático.
Esta estrategia militar de política exterior está relacionada con otras como la destrucción mutua asegurada, la contención o a la disuasión nuclear.

## Orígenes
Después de la Segunda Guerra Mundial, los países del bloque capitalista como del comunista empezaron a acumular armas convencionales y nucleares, lo que provocó una verdadera carrera de armamentos. En ese proceso de acumulación de potencia militar, la estrategia pasó por dos fases distintas durante los primeros años de la Guerra Fría: las "represalias masivas" y el brinkmanship. Esta última hace referencia a un tipo de estrategia basada en acobardar e impresionar al enemigo mediante una superioridad militar, hasta el punto de llevar las amenazas sobre el enemigo o adversario de guerra al borde del conflicto. Esta táctica se utilizaba para mantener a raya al enemigo e incluso para propiciar su retirada de un determinado territorio que había ocupado.
El brinkmanship se refiere específicamente a la escalada ostensible de las amenazas para lograr objetivos propios. El término fue probablemente acuñado por el político estadounidense Adlai Stevenson en su crítica a la filosofía descrita como "ir al borde del abismo" durante una entrevista con el Secretario de Estado de EE. UU. John Foster Dulles durante la presidencia de Eisenhower. En el artículo escrito en la revista Life por el corresponsal James R. Shepley, Dulles definió su política de brinkmanship en estos términos: "La capacidad de llegar al borde sin entrar en la guerra es el arte necesario  (...) si tienes miedo de ir hasta el borde, estás perdido." Posteriormente, el término "brinkmanship" se estableció como sinónimo de este tipo de estrategia. Thomas Schelling, en particular, acuñó ampliamente la idea de brinkmanship a través de su libro de 1960 La estrategia del conflicto.
Durante la Guerra Fría, Estados Unidos la utilizó como política para coaccionar a la Unión Soviética para que diera marcha atrás militarmente. Eventualmente, las amenazas implicadas podrían crecer hasta llegar al punto de volverse inmanejables, momento en el que es probable que las dos partes se echen atrás. Ese fue el caso durante la Guerra Fría, en tanto la escalada de amenazas de guerra nuclear, de ser llevadas a cabo, conduciría probablemente a la destrucción mutua asegurada (MAD, por sus siglas en inglés).

## Características
En teoría de juegos, el brinkmanship o política del borde del abismo pertenece a la categoría de movimientos estratégicos (acciones en las que un actor se adelanta a los demás anunciando su decisión, antes de que la otra parte haga su movimiento) y, dentro de tal categoría, a la subcategoría de amenaza. Brinkmanship es el nombre de la estrategia y del juego como tal.
El brinkmanship es la estrategia de amenazar al jugador con el riesgo (no la certeza) de un resultado mutuamente malo e indeseable (un desastre) si el oponente no cumple con la petición del jugador que hace la amenaza de retirarse (amenaza probabilística). El brinkmanship significa la creación deliberada de un riesgo que no es posible controlar totalmente. En la práctica, el brinkmanship es el aumento gradual del riesgo de desgracia mutua a lo largo del tiempo.

## Amenazas creíbles
Para que la política del borde del abismo sea eficaz, ambas partes deben intensificar continuamente sus amenazas y acciones. Sin embargo, cualquier amenaza será ineficaz a menos que sea creíble, y en algún punto, uno de los adversarios puede verse en la necesidad de demostrar que está decidido a actuar.
La posibilidad de que las cosas se salgan de control se utiliza a menudo en sí misma como una herramienta de brinkmanship en tanto puede brindar credibilidad a una amenaza que de otro modo sería inverosímil. Durante la Guerra Fría, la crisis de los misiles en Cuba fue un ejemplo en el que líderes rivales, el presidente estadounidense John F. Kennedy y el primer ministro soviético Nikita Jhrushchov, lanzaban continuamente advertencias cada vez más fuertes sobre inminentes intercambios nucleares sin necesariamente  validar sus declaraciones. El pionero de la teoría de juegos Thomas Schelling llamó a esta situación "la amenaza que deja algo al azar".

## Guerra fría
La política del borde del abismo fue una táctica eficaz durante la Guerra Fría porque ninguna de las partes del conflicto podía contemplar la destrucción mutua asegurada en una guerra nuclear. La disuasión nuclear por parte de ambos bandos amenazaba con la destrucción masiva mutua. En última instancia, la política de borde del abismo empeoró la relación entre soviéticos y estadounidenses.

### Conceptualización
En el espectro de la Guerra Fría, el concepto de política del borde del abismo involucraba a Occidente y a la Unión Soviética utilizando tácticas de miedo e intimidación como estrategias para hacer retroceder al bando contrario. Cada facción llevó situaciones peligrosas al borde del abismo, con la intención de hacer que la otra se echara atrás en cuestiones de política internacional y política exterior y para obtener concesiones. Sin embargo, en la Guerra Fría ambas partes se enfrentaban a consecuencias devastadoras, en tanto las amenazas de guerra nuclear eran inmanejables en cualquier situación.
Al intensificar las amenazas de guerra nuclear y las represalias masivas, ambas partes tenían que responder con más fuerza. El principio de la táctica era que ninguna de las partes preferiría ceder ante la otra, pero una de ellas tenía que ceder, o el resultado sería el peor posible para ambas.
El problema, sin embargo, era que ceder supondría ser etiquetado como la parte más débil. Durante la Guerra Fría, tanto los soviéticos como los estadounidenses tenían una reputación que mantener ante sus poblaciones y también ante sus países vecinos y aliados.

Esto hacía que la política del borde del abismo fuera totalmente arriesgada, ya que si ninguno de los dos países cedía, la única forma de evitar la destrucción mutua asegurada era alcanzar un compromiso. El filósofo, matemático e intelectual británico Bertrand Russell lo comparó con el juego de la gallina:
Desde que se hizo evidente el punto muerto nuclear, los gobiernos de oriente y occidente han adoptado la política que el Sr. Dulles denomina "brinksmanship." Se trata de una política adaptada de un deporte que, según me han dicho, practican algunos jóvenes degenerados. Este deporte recibe el nombre de "¡Gallina!"

#### Contextualización
La Unión Soviética y occidente pasaron casi 50 años al borde de la guerra. Durante conflictos como la Crisis de los Misiles de Cuba, las tensiones se intensificaron hasta el punto de que parecía que la Guerra Fría se convertiría en una verdadera guerra nuclear. La política del borde del abismo fue uno de los pasos previos al punto en que la guerra realmente iba a estallar.
En un conflicto entre dos naciones tan opuestas ideológicamente, políticas drásticas como la política de borde del abismo parecían ser la única forma de llegar a alguna suerte de acuerdo. Tanto los estadounidenses como los soviéticos mantenían políticas estrictas de no responder inmediatamente a las amenazas militares. Sin embargo, al hacer que la posibilidad de una guerra fuera cada vez más probable, las dos naciones podían avanzar significativamente en las discusiones y en la paz.

#### La política de "Nueva Mirada" de Eisenhower
La política de "Nueva Mirada" (del inglés 'New Look') del presidente estadounidense Dwight D. Eisenhower retornó a la vieja idea de que se podía contener a la Unión Soviética si se asumía aún que el primer ministro soviético Nikita Jhrushchov apuntaba a una mayor expansión de la influencia soviética. Se esperaba que la táctica aislara a la Unión Soviética de forma que el comunismo no se extendiera sino que se derrumbara sobre sí mismo.
Para ejecutar la táctica, los estadounidenses establecieron alianzas con muchos países que se consideraban vulnerables a la esfera de influencia soviética. Para entonces se sabía que los soviéticos disponían de armas nucleares, por lo que ambas superpotencias se encontraban en un terreno de juego más equilibrado. Para combatir este problema, Eisenhower amenazó con utilizar todo el arsenal estadounidense si los soviéticos tomaban medidas ofensivas.
Fue una jugada arriesgada, ya que establecía que lo que estaba en juego era extremadamente alto, en tanto la acción podría causar una destrucción masiva para ambas partes. La amenaza provocó un aumento creciente de la tensión, ya que ninguno de los dos bandos quería apretar el gatillo contra el otro por miedo a cómo iba a reaccionar.

#### La respuesta flexible de Kennedy
La respuesta flexible fue una estrategia de defensa ejecutada por el presidente estadounidense John F. Kennedy en 1961. Su objetivo era hacer frente al escepticismo que la presidencia de Kennedy mantenía respecto a la Nueva Mirada de Eisenhower: concretamente su política de represalias masivas. La respuesta flexible requería la disuasión mutua en los niveles táctico, estratégico y convencional y brindarle a los Estados Unidos la capacidad de responder a una agresión a lo largo de todo el espectro de la guerra convencional simétrica y la guerra nuclear.
La respuesta flexible requería la presencia continua de importantes fuerzas convencionales. Las fuerzas debían servir tanto para desanimar al rival como para luchar en guerras limitadas. Kennedy esperaba desanimar todas las guerras, independientemente de su naturaleza. Si bien Eisenhower y Dulles querían alcanzar objetivos similares a los de Kennedy, ambos estaban más preocupados por los costos. Para evitar tanto la escalada como la humillación, Kennedy destacó la importancia de una flexibilidad adecuada y desestimó los costos. Antes de la guerra nuclear, Kennedy deseaba aumentar la gama de opciones disponibles. También creía que los aliados europeos debían contribuir más a su propia defensa. Fundamentalmente, la noción de respuesta flexible consistía en "aumentar la capacidad de limitar la respuesta a armas no nucleares."